# آي فول تو بيسز
آي فول تو بيسز (بالإنجليزية: I Fall to Pieces)‏ أو أتهاوى إلى قطع هي أغنية منفردة لمغنية الكانتري باتسي كلاين وأصدرت في عام 1961، وقد ظهرت في ألبومها التسجيلي «شوكيس» Showcase من عام 1961. كانت هذه أول أغنية لكلاين تتصدر قائمة بيلبورد لأغاني الكانتري، وأول أغنية لها تدخل قائمة البوب. كما كانت أولى سلسلة من الأغاني التي كتبها هانك كوكران وهارلان هوارد (لم يتعاونا دائما) مع كلاين.
أصبحت الأغنية من أشهر الأغاني التي سجلتها كلاين في مسيرتها. كما تم تصنيفها بأنها معيارية ضمن موسيقى الكانتري.

## الكتابة والتسجيل
التقى هانك كوكران وهارلان هوارد في كاليفورنيا، وأصبحا شركاء في كتابة الأغاني. في إحدى الليالي، كان كوكران يدرس أفكار الأغاني، عندما فكر في عنوان «أتهاوى إلى قطع». التقى كوكران مع هوارد في منزله في اليوم التالي، حيث أكملا كتابة الأغنية. تم تسجيل النسخة التجريبية من الأغنية في استوديو في مدينة غودليتسفسيل في تينيسي، من قبل مغنية الكانتري (وزوجة هارلان) جان هوارد. عرض هارلان الأغنية على منتج ديكا أوين برادلي، الذي حاول العثور على الفنان المناسب لتسجيلها. تم رفض الأغنية عدة مرات، أولا من قبل بريندا لي التي اعتبرت الأغنية «ريفية جدا» على نمط البوب في أغانيها. بعد ذلك طلب برادلي من نجم الكانتري روي دراسكي أن يسجلها، لكنه رفضها قائلاً إنها ليست أغنية يغنيها رجل.
كانت باتسي كلاين في الردهة وسمعت نقاشه مع برادلي، وسألته عما إذا كان بإمكانها أن تسجلها. قبل برادلي عرضها.
إلا أن كلاين بدأت تتردد في تسجيل الأغنية بعد بضعة أسابيع في نوفمبر 1960، خاصة بعد أن اكتشفت أن مجموعة الغناء الخلفية الشهيرة في ناشفيل، جوردانيرز، ستغني خلفها. خشيت كلاين من أن غناء الفريق سيغطي على صوتها، ولذلك لم تكن ودودة معهم عندما قابلتهم لأول مرة، وذلك وفقا لعضو الفريق غوردون ستوكر. كما شعرت كلاين بأن أسلوب قصيدة البوب التي أراد برادلي تسجيل الأغنية بها لم يناسب أسلوبها الخاص، لكن برادلي كان يحاول أن يسوّق الأغنية إلى جمهور البوب، وهي فكرة رفضتها كلاين تماما.
ذكر برادلي في مقابلة مع لوريتا لين حول ألبومها «أتذكر باتسي» I Remember Patsy عام 1977، أن باتسي ترفض التسجيل إذا لم يسمح لها بغناء اليودل أو الصراخ. ونتيجة لذلك، دخلت في عدة جدالات مع برادلي حول توزيع الأغنية الهادئ، إلا أنها وافقت على تسجيلها بالأسلوب الجديد الذي أراده برادلي.
لكن باتسي لم تكن الوحيدة التي واجهت مشاكل في الجلسة. ذكر الملحن هارلان هوارد
بعد أن استمعت كلاين إلى الشريط، أدركت أن برادلي كان محقا في رأيه بالتوزيع، وأشارت إلى أنها وجدت هويتها الفنية أخيرا.  وأصبح فريق جوردانيرز أصدقاء كلاين ومقربين منها.

## الهيكل والكلمات
تروي كلمات الأغنية كيف أن حبيب المرأة لا يريد أن يكون معها، ومع ذلك فإن المرأة لا تفهم السبب، موضحة أنه في كل مرة يمرّ أمامها فإنها «تتهاوى إلى قطع».

## الاستقبال
تم إطلاق الأغنية في 30 يناير 1961، إلا أن جميع المحطات الإذاعية (سواء البوب أو الكانتري) تجاهلتها تقريبا عند صدورها. ومع ذلك، فقد كان هال سميث، موظف الدعاية في بامبر ميوزيك، واثقا من نجاح الأغنية واستأجر المسوّق بات نلسون للترويج لها. كانت إستراتيجية نيلسون هي أن يشرح لمذيعي محطات الكانتري أن الأغنية كان خارجة عن نمط أغانبي كلاين السابق، وشرح لمذيعي محطات البوب أن باتسي كان مطربة صاعدة على نمط باتي بايج أو روزماري كلوني.
سرعان ما بدأت محطات البوب الإذاعة الشعبيية في كولومبوس، أوهايو بعرض الأغنية، ورأى برادلي أن الأغنية حازت إعجاب موزعي الأسطوانات في جميع أنحاء البلاد لدرجة أنه في غضون أربعة أشهر وكانت تصعد بثبات على قوائم الكانتري والبوب.
دخلت الأغنية قائمة بيلبورد لأغاني الكانتري في 3 أبريل القطري وبدأت تصعد ببطء.  بحلول أغسطس 1961، وصلت الأغنية إلى المرتبة الأولى على القائمة ووصلت إلى المركز 12 على قائمة بيلبورد لأغاني البوب.
كانت هذه إحدى أوائل أغاني كلاين التي تجاوز نجاحها سوق الكانتري إلى البوب خلال السنوات القليلة القادمة. وبهذا أثبتت كلاين نفسها كفنانة منفردة تحقق النجاح على الصنفين. في وقت لاحق من ذلك العام، تمت الإشادة بها بين الفنانين الرائدين في البلاد، جنبا إلى جنب مع جيمي دارين وبوبي في. أبدت باتسي امتنانها بأن اشترت سوارا لهارلان هوارد ومشبك أموال لهانك كوكران حفر عليهما «شكرا على الأغنية – باتسي».
إلا أن كلاين تعرضت لحادث سيارة خطير في يونيو 1961 وبقيت في المستشفى لشهرين، وهو ما أثر سلبا على الترويج للأغنية. لذلك بدأت شعبيتها في الانخفاض بحلول الوقت الذي غادرت فيه كلاين المستشفى. ساعد نجاح الأغنية كلاين على أن تنال دعوة لتصبح عضوة منتظمة في برنامج غراند أول أوبري في ناشفيل. بالإضافة إلى ذلك، صنّفت الأغنية في المرتبة الثانية من أفضل 100 أغنية لعام 1961، خلف أغنية Tossin' and Turnin' للمغني بوبي لويس.
في عام 1980، تم أخذ تسجيل باتسي الصوتي من الأشرطة الأصلية، وتم نقلها إلى جهاز رقمي متعدد المسارات، وسجل عليها توزيع جديد يضم أجهزة جديدة ومغني خلفية جدد. تم إصدارها على ألبوم باتسي كلاين التجميعي Always، مع أغاني أخرى أعيد توزيعها وتسجيلها، حتى أن الأغنية دخلت قائمة بيلبورد في ذلك العام، وبلغت ذروتها في المركز 61. وبعد ذلك بعامين، تم إنتاج أغنية دويتو للأغنية بين كلاين مع النجم المتوفى جيم ريفز حيث أعيد تجميعها إلكترونياً من الأشرطة الرئيسية، وصلت للمركز 54 على قائمة بيلبورد لأغاني الكانتري.
غنى آرون نيفيل وتريشا سولوود الأغنية على ألبوم Rhythm, Country and Blues في عام 1994. وصلت الأغنية للمركز 72 على قائمة بيلبورد وبقي فيها لأسبوعين. كما فازت بجائزة جرامي لعام 1995 لأفضل تعاون كانتري بين مغنيين.
في عام 2004، وضعت مجلة رولينج ستون الأغنية في المرتبة 238 على قائمتها لأفضل 500 أغنية على الإطلاق.
كما تم تصنيف الأغنية في المرتبة السابعة على حلقة محطة CMT الخاصة بأفضل 100 أغنية في موسيقى الكانتري. بينما احتلت أغنية كلاين الأخرى، "Crazy"، المرتبة الثالثة على العد التنازلي. كما تم تصنيفها في المرتبة 107 على قائمة رابطة صناعة التسجيلات الأمريكية بين أغاني القرن.
في عام 2014، وضعت رولينج ستون الأغنية في المركز الأربعين بين «أفضل 40 أغنية كنتري حزينة على الإطلاق».

## الأداء على القوائم
| القائمة (1961)                         | أفضل موقع |
| -------------------------------------- | --------- |
| قائمة بيلبورد لأغاني الكانتري (أمريكا) | 1         |
| بيلبورد هوت 100 (أمريكا)               | 12        |
| بيلبورد إيزي ليسنسنغ (أمريكا)          | 6         |

| سبقه "Heartbreak U.S.A." كيتي ويلز             | الأغنية رقم واحد على قائمة بيلبورد لأغاني الكانتري 7 أغسطس – 14 أغسطس 1961 | تبعه "Tender Years" جورج جونز       |
| سبقه "Please Help Me, I'm Falling" هانك لوكلين | أغنية الكانتري للعام (مجلة بيلبورد) 1961                                   | تبعه "Wolverton Mountain" كلود كينغ |

## وصلات خارجية
- آي فول تو بيسز على موقع الموسوعة البريطانية (الإنجليزية)
- كلمات الأغنية الكاملة على مترولايركس